# つらいぜ!ボクちゃん
『つらいぜ!ボクちゃん』は、高橋亮子による日本の漫画作品。1974年から1975年にかけて『少女コミック』（小学館）にて連載された。フラワーコミックスの新書版は全6巻。

## あらすじ
ボクちゃんこと田島望は旅役者を夢見る高校2年生の演劇部員。辛いことも、得意のポーズで吹き飛ばしてしまう明るい女の子。実は辻先生に片想い中。ある日、偶然出会ったサッカー部で1つ年下の小野寺渡に突然告白されてしまうボクちゃん。最初は断ったものの、だんだん気になっていき…?

## 登場人物
田島 望（たじま のぞみ）
本作の主人公。一人称はボク。どんなにつらいことがあっても得意のポーズで吹き飛ばす、明るい女の子。よく男に間違えられ、そのため北高の番長グループと喧嘩したり、渡の従姉妹の原かおりに「すてきな男の子」と言われたりしたことがある。『ロミオとジュリエット』の劇をやる時、最初は『従者その1』役だったが、ロミオ役の中村進也が練習中の事故で骨にヒビが入り、病院に運ばれたため、ロミオ役を演じることになる。これをきっかけに、後にボクちゃんの才能は皆に認められることになる。
小野寺 渡（おのでら わたる）